# Norwegerpullover

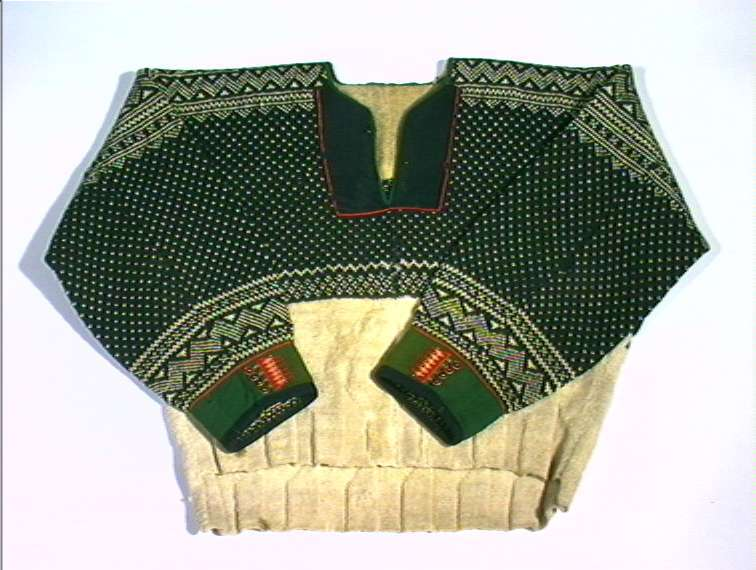
Pullover aus dem Setesdal, Norsk Folkemuseum, vor 1911

Norwegerpullover sind Strickpullover, die eine bestimmte, aus Norwegen stammende Art von mehrfarbigen Mustern aufweisen.
Die Tradition der Norweger-Strickmuster stammt aus dem Setesdal im südlichen Norwegen und reicht mindestens bis in die Mitte des 19. Jahrhunderts zurück. Das verwendete Garn muss eher dünn sein, um die feingliedrigen Muster gut zur Geltung kommen zu lassen. Besonders typisch ist die Selburose, ein achtzackiger Stern. Die sogenannte Läusejacke (norwegisch Lusekofte), die meist eine Strickjacke, aber auch einen geschlossenen Pullover mit geradem Ausschnitt bezeichnet, zeichnet sich durch die gleichmäßig verteilten weißen Maschen (=„Läuse“) aus. 
Waren die ursprünglichen Muster meist zweifarbig schwarz-weiß, kam bald noch Rot als dritte Farbe hinzu. Heute werden Norwegerpullover in vielen verschiedenen Farben hergestellt, aber selten mit mehr als drei verschiedenen Farben in einem Pullover. Muster mit Rentieren und anderen figürlichen Darstellungen sind modern und stehen nicht in der Tradition der norwegischen Lusekofte.